# Sipos Csaba (ügyelő)
Sipos Csaba (Budapest, 1980. november 20.) magyar színházi ügyelő, művészeti titkár és színész. Híres szerepe: Keller Márk a Jóban Rosszban sorozatban.

## Élete
.
2002-ben végezte el Shakespeare Színművészeti Akadémia színészképző tanfolyamát, Szőke István és Esztergályos Károly tanítványaként. 2003 tavaszától a Pesti Magyar Színház  külsős csoportos szereplője lett, ahol több, többnyire zenés darabokban is közreműködött (pl. My Fair Lady, Sweet Charity, István, a király, La Mancha lovagja, Vadregény), de látható volt a Bűnök és szerelmek című sorozatban Ricsiként és a Jóban Rosszban sorozatban is, ahol Keller Márk alakját jelenítette meg is.
2005 decembere óta a Magyar Színház ügyelőjeként dolgozik, e munkája mellett 2007 novemberétől mintegy két éven át, 2009 őszéig a társulat egyik titkáraként is tevékenykedett.
A Pesti Magyar Színház keretein belül működő Pesti Magyar Színiakadémia hallgatóinak a munka- és balesetvédelem, valamint a munkahelyi egészség és biztonság tantárgyakat oktatta.
Részt vett már színészolimpián és más, színházak számára szervezett sporteseményeken is, tenisz és maratoni váltófutás versenyszámokban.